# Число Шмідта
Число́ Шмі́дта ({\displaystyle \mathrm {Sc} }) — характеристичне число та критерій подібності в механіці рідин та газів, для випадків, яких є суттєвими процеси внутрішнього тертя (в'язкості) та дифузії і, що характеризуються відношенням коефіцієнта кінематичної в'язкості середовища {\displaystyle \nu } до коефіцієнта дифузії D деякої домішки до нього. Воно характеризує відносну роль молекулярних процесів переносу кількості руху стосовно переносу маси домішок дифузією.
За однією з версій число було назване на честь німецького інженера Ернста Шмідта (1892—1975), за іншою — на честь австрійського геофізика Вільгельма Матеуса Шмідта (1883—1936).
Визначення числа Шмідта може бути записане у вигляді формули:
{\displaystyle \mathrm {Sc} ={\frac {\eta }{\rho D}}={\frac {\nu }{D}},}
де:
{\displaystyle \eta } — динамічна в'язкість, Па·с;
{\displaystyle \rho } — густина, кг/м3;
{\displaystyle \nu } — кінематична в'язкість, м2·с−1;
{\displaystyle D} — коефіцієнт дифузії, м2·с−1.
Таким чином, його величина показує те, наскільки імпульс переноситься ефективніше за речовину.
Для ідеальних газів {\displaystyle \mathrm {Sc} =1}, так як {\displaystyle \nu =D}; для реальних газів воно може відхилятись від одиниці на десятки процентів. Для рідин воно становить величини порядку 103, для розплавів металів — порядку 10.
Аналог числа Шмідта для переносу тепла — число Прандтля. У зв'язку з цим, число Шмідта часто називають дифузійним числом Прандтля і позначають {\displaystyle \mathrm {Pr} _{D}}.